# Jean Baruzi
Jean Baruzi (París, 9 de julio de 1881-París, 20 de marzo de 1953) fue un destacado filósofo e historiador de las religiones francés. Su monografía sobre Juan de la Cruz es una referencia capital en los estudios sobre el escritor y religioso español.

## Trayectoria
Jean Urbain Jacques Baruzi fue alumno de la Escuela Normal Superior parisina. Doctor en letras desde 1924, enseñó filosofía en el Collège Stanislas (París) y en la Facultad de Letras. Alfred Loisy reparó en él a propósito de su tesis doctoral: Saint Jean de la Croix et le problème de l'experiencie mystique.
Baruzi sustituyó a Loisy en el Colegio de Francia entre 1926 y 1931. A la muerte de este, ocupó una cátedra de Historia de las religiones, creada en esa institución en el curso 1933-1934. Entre sus alumnos se contaron figuras tan disímiles como Jacques Lacan y Henry Corbin. Murió en 1953.
Baruzi fue un gran especialista en Leibniz, Pablo de Tarso, Angelus Silesius y, finalmente, de Juan de la Cruz. Su gigantesca y extraordinaria tesis sobre este es un clásico desde hace ochenta años: San Juan de la Cruz y el problema de la experiencia mística. Para realizar semejante estudio investigó en Madrid apoyado por universidades francesas (Burdeos y París).
Fue amigo y corresponsal de otro gran hispanista, Marcel Bataillon.

## Libros
- Leibniz et l'organisation religieuse de la terre, d'après des documents inédits, París, Alcan, 1907.
- Leibniz, París, Bloud, 1909, con más inéditos.
- Saint Jean de la Croix et le problème de l'expérience mystique, su TD, París, Alcan, 1924 (y 1931). Traducido como San Juan de la Cruz y el problema de la experiencia mística, Valladolid, Junta de Castilla y León, 1991; traducción Carlos Ortega. Prólogo a la edición castellana: José Jiménez Lozano; Postfacio Rosa Rossi.
- Philosophie générale et métaphysique, París, Alcan, 1926.
- Le Problème moral, París, Alcan, 1926.
- Problèmes d'histoire des religions, París, Alcan, 1935.
- Création religieuse et pensée contemplative, París, Aubier, 1951.
- L’Intelligence mystique, París, Berg, 1985, artículos.
- Lettres de Marcel Bataillon à Jean Baruzi, autour de l'hispanisme, Turín, Nino Aragno, 2005; correspondencia editada por Simona Munari, con prefacio de Claude Bataillon.